# روبرت ليتيل
روبرت ليتيل (بالإنجليزية: Robert Littell)‏‏ (8 يناير 1935 في بروكلين - ) صحفي، وضابط، وكاتب سيناريو، وروائي، وكاتب من الولايات المتحدة.

## مؤلفاته
له العديد من المؤلفات، أشهرها:
- الشركة: قصة المخابرات المركزية الأمريكية (2002).
- لو خسرت إسرائيل الحرب (1969) بالاشتراك مع إدوارد كلاين.

## روابط خارجية
- روبرت ليتيل على موقع IMDb (الإنجليزية)
- روبرت ليتيل على موقع ألو سيني (الفرنسية)
- روبرت ليتيل على موقع أول موفي (الإنجليزية)
- روبرت ليتيل على موقع قاعدة بيانات الأفلام السويدية (السويدية)
- روبرت ليتيل على موقع قاعدة بيانات الفيلم (الإنجليزية)
- روبرت ليتيل على موقع كينوبويسك (الروسية)